# Życiorys pierwszy świętego Franciszka z Asyżu
Życiorys pierwszy świętego Franciszka z Asyżu (łac. Vita prima) – biografia św. Franciszka z Asyżu napisana przez Tomasza z Celano na przełomie lat 1228-1229.

## Autor
Autorem życiorysu jest Tomasz z Celano (ur. ok. 1190 w Celano, zm. wg trad. 4 października 1260 w Tagliacozzo), autor sekwencji Dies irae. Pochodził z bogatej rodziny. Studiował w Bolonii lub kurii papieskiej. Uzyskał solidne wykształcenie, posługiwał się wykwintną łaciną.
W 1215 został przyjęty do grona "pokutników z Asyżu". 1121-24 brał udział w wyprawie misyjnej do Niemiec. Tomasz był naocznym świadkiem śmierci i kanonizacji św. Franciszka, której dokonał papież Grzegorz IX (16 lipca 1228, bulla Mira circa nos). Otrzymał zlecenie od Grzegorza IX sporządzenia życiorysu św. Franciszka. 25 lutego 1229 tekst Życiorysu pierwszego św. Franciszka z Asyżu (1 Cel) został zatwierdzony przez papieża. Tekst Życiorysu pierwszego św. Franciszka dopełniają dzieła Tomasza: Życiorys drugi świętego Franciszka z Asyżu (1246-47), Traktat o cudach (1250-52), Legenda do użytku chórowego (1230). Ponadto Tomasz na prośbę papieża Aleksandra IV stworzył Legendę o św. Klarze (1255-56).
Ostatnie lata życia prawdopodobnie jako kapelan spędził w klasztorze klarysek w Tagliacozzo. Tam zmarł, jego ciało zostało przeniesione do kościoła franciszkanów.

## Geneza
Tomasz stworzył życiorys św. Franciszka na polecenia papieża Grzegorza IX. Biografia ta, jak zaznacza autor w prologu, ma opowiedzieć cnotę i życie świętego ojca naszego Franciszka, zawsze prawdę mając za na nauczycielkę i przewodniczkę. Życiorys jest nowatorskim dziełem o św. Franciszku, który stał się inspiracją dla innych biografii. Powstał na przełomie lat 1228-29, prawdopodobnie w Asyżu, opowiada o ewangelicznym przykładzie życia i zachęca do naśladowania cnót świętego.

## Źródła wykorzystane
- Osobiste wspomnienia. Tomasz znał św. Franciszka, przez dwa ostatnie lata jego życia przebywał w Asyżu, słuchał jego nauk i wskazań oraz uczestniczył w jego kanonizacji.
- Zeznania wiarygodnych świadków. Przy redagowaniu życiorysu Tomasz korzystał ze świadectw osób bliskich św. Franciszkowi: przyjaciela Franciszka, kardynała Hugolina z Segni, wiernego towarzysza Franciszka, brata Eliasza, św. Klary i sióstr oraz biskupa Asyżu Guidona, znającego Franciszka od młodości.
- Teksty wspominające świętego. Tomasz brał pod uwagę teksty wspominające osobę św. Franciszka: bullę kanonizacyjną Mira circa nos, akta procesu kanonizującego, list okólny brata Eliasza, oraz pisma św. Franciszka - Testament, Reguła zatwierdzona i niezatwierdzona.

## Styl
Tomasz opiera się na kanonie średniowiecznych hagiografii; posługuje się cursus. Tekst nasycony jest licznymi symbolicznymi obrazami, alegoriami, paralelizmami, emfazami.

## Struktura
1. Prolog. Tomasz przedstawia cel i uzasadnienie napisania życiorysu, podaje źródła, oraz zapowiada podział dzieła na trzy części.
2. Część I. Przedstawia życie św. Franciszka od jego narodzin do nawrócenia. Przemiana życia, cnoty, zachęty, napomnienia św. Franciszka zajmują w tej części szczególne miejsce. Tomasz zatrzymuje się nad początkami wspólnoty franciszkańskiej. Wyłączenie wydarzeń 1219-1221 świadczy o kryzysie pierwszej wspólnoty.
3. Część II. Krótsza od poprzedniej części, brak precyzacji chronologicznej. Przedstawia dwa ostatnie lata życia św. Franciszka, ukazuje powagę okresu stygmatyzacji, wizji Serafina, końca życia i pogrzebu.
4. Część III. Przedstawia wydarzenia po śmierci św. Franciszka, kanonizację, opis cudów.
5. Epilog. Autor pisze o sobie jako grzeszniku oraz wyraża słowa dziękczynienia.

## Przeznaczenie życiorysu i obraz św. Franciszka
Całe dzieło to bezgraniczny i entuzjastyczny podziw dla św. Franciszka. Tomasz przedstawia świętego jako wzór świętości i przewodnik życia duchowego dla wszystkich chrześcijan. Obraz św. Franciszka ma służyć zbudowaniu, nie tylko braci zakonu, ale całego ludu Bożego.Ukazuje św. Franciszka jako tego, który trwa w nieustannym nawróceniu. Nazywa Go Serafickim Ojcem, który "wykształcił i zobrazował w sobie Serafina".
Elementem stale obecnym w dziele jest idea "nowości", przejawiająca się w zwrotach: "nowy rycerz Chrystusa", "nowe światło", "coś nowego na świecie", "nowe Betlejem", "nowa Pociecha", "nowy ewangelista". Taki zabieg służy ukazaniu osoby św. Franciszka jako nowego człowieka, który swoje źródło upatruje w Chrystusie. Tomasz nazywa go: "drugim Mojżeszem", "drugim Dawidem".

## Historia i wydanie
Istnieje 20 manuskryptów zawierających całość lub część tekstu Życiorysu pierwszego św. Franciszka; 8 z nich zachowało się u cystersów i 3 u benedyktynów. Brak manuskryptów w zbiorach franciszkańskich jest konsekwencją decyzji kapituły z 1266 o zniszczeniu wszelkich istniejących życiorysów św. Franciszka. Jedynym obowiązującym był życiorys św. Bonawentury. Był to czas kryzysu tożsamości zakonu i kształtowania obrazu św. Franciszka jako ideału do naśladowania. 
Wydania:
1. Wydanie z 1768; przez C. Suyshense; w Acta Sancorum; źródła: manuskrypt pochodzenia cysterskiego z XIII w.
2. Wydanie z 1806; przez S. Rinaldi; w Rzymie; źródła: manuskrypt z Falerone.
3. Wydania z 1880 (łacińskie i włoskie); przez L. Amoni.
4. Wydanie z 1910; przez M.F. Pulignani.

Wydania krytyczne:
1. Wydanie krytyczne z 1904; przez H.G. Rosedale; w Londynie; źródła: kilka manuskryptów.
2. Wydanie krytyczne z 1906; przez E. Leconey; w Rzymie; źródła: kilka manuskryptów.
3. Wydanie krytyczne z Quaracchi; przez naukowców pod przewodnictwem M. Bihl; w Analecta Franciscana, t. 10.; matryca do tłumaczenia na języki współczesne, tłumaczenie polskie w Wczesne źródła franciszkańskie, t.1[4]